# Albert Dock (Liverpool)
L'Albert Dock è un complesso architettonico dell'area portuale di Liverpool, nel nord dell'Inghilterra, costruito tra il 1841 e il 1846. su progetto di Jesse Hartley e Philip Hardwick. Rappresenta il primo complesso architettonico della Gran Bretagna interamente realizzato in mattoni, pietra e ghisa.
Il complesso, che costituisce la principale attrattiva turistica della città, è classificato come edificio di primo grado ed è stato dichiarato, insieme al resto dell'area portuale di Liverpool, patrimonio mondiale dell'umanità dall'UNESCO poi revocato nel 2021.

## Descrizione
L'Albert Dock è situato a sud del Pier Head ed occupa un'area di circa 3 ettari.
Il complesso si caratterizza per gli enormi magazzini in mattone a cinque piani, delimitati da piloni di ghisa.
Gli interni degli ex-magazzini ospitano ora musei, negozi, studi televisivi, ecc.

Veduta panoramica dell'Albert Dock

## Storia

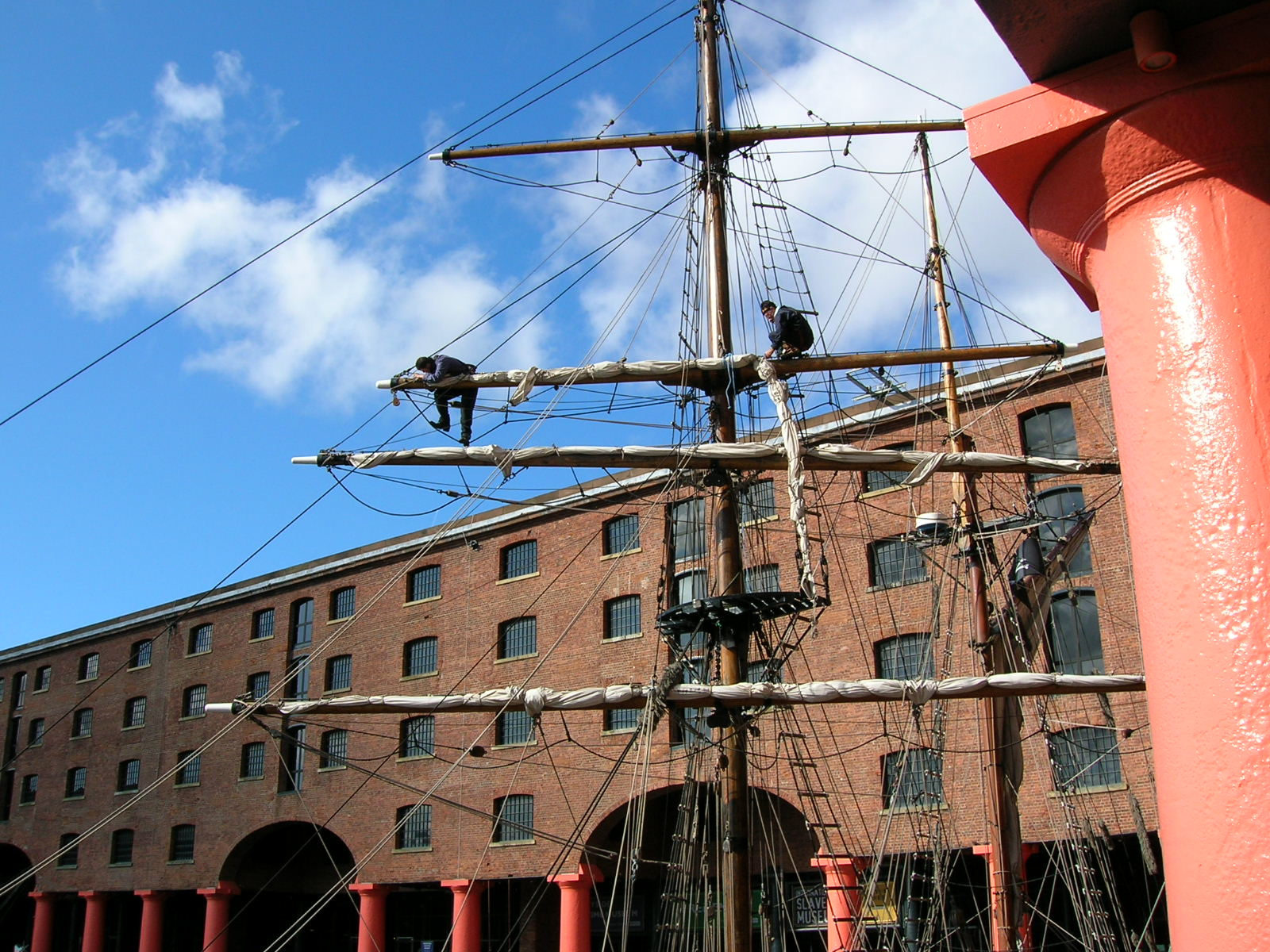
Uno degli ex-magazzini dell'Albert Dock

Il progetto per la realizzazione del complesso fu sottoposto da Jesse Hartley al Liverpool Dock Office nel 1839. I lavori iniziarono nel 1841 e si conclusero nel 1846. L'inaugurazione avvenne il 30 luglio 1846 alla presenza del Principe Alberto.

I magazzini furono chusi nel 1972, quando i docks avevano perso d'importanza. In seguito, tra il 1983 e il 1988, il complesso fu sottoposto ad un'ampia opera di restauro, che ottenne lo scopo di rivitalizzarlo. La riapertura degli edifici avvenne ufficialmente il 24 maggio 1988, alla presenza del Principe Carlo.

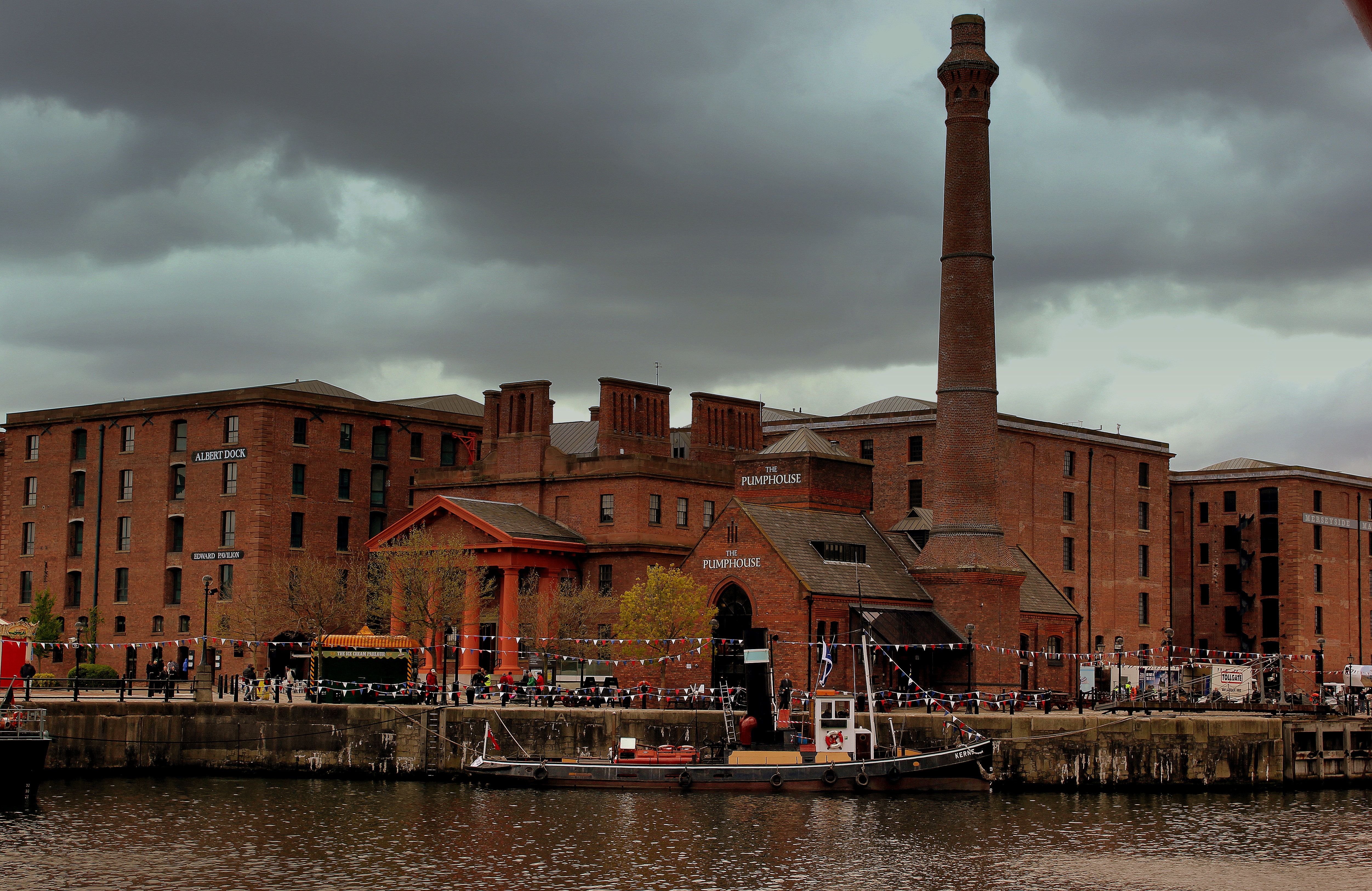
Veduta dell'Albert Dock

## Principali edifici dell'Albert Dock
- Merseyside Maritime Museum è un museo dedicato alla storia marittima della città[2][3]
- Tate Liverpool, pinacoteca[2][3]
- Museum of Liverpool Life, museo dedicato alla storia cittadina[2][3]
- The Beatles Story, museo dedicato ai Beatles [2][3]